# Fernando Bello
Fernando Bello (1911–1974) – piłkarz argentyński noszący przydomek Tarzán, bramkarz. Później trener.
Jako gracz klubu CA Independiente wziął udział w turnieju Copa América 1935, gdzie Argentyna została wicemistrzem Ameryki Południowej. Bello zagrał we wszystkich trzech meczach - z Chile (stracił bramkę), Peru (stracił bramkę) i Urugwajem (stracił bramkę). W ostatnim meczu w 28 minucie zastąpił go w bramce Sebastián Gualco.
Dwa lata później wziął udział w turnieju Copa América 1937, gdzie Argentyna zdobyła tytuł mistrza Ameryki Południowej. Bello zagrał w dwóch ostatnich meczach - decydujących o mistrzostwie bojach z Brazylią. Oba spotkania wygrała Argentyna, a Bello nie stracił żadnej bramki.
W latach 1938 i 1939 Bello razem z klubem Independiente dwa razy z rzędu zdobył tytuł mistrza Argentyny.
Wciąż jako piłkarz klubu Independiente wziął udział w turnieju Copa América 1945, gdzie Argentyna kolejny raz zdobyła mistrzostwo Ameryki Południowej. Bello bronił bramki w dwóch meczach - z Boliwią i Ekwadorem (stracił 2 bramki).
W latach 1934–1945 Bello 12 razy bronił bramki reprezentacji Argentyny. Natomiast w barwach Independiente rozegrał 300 meczów - FIFA zalicza go do grona legendarnych graczy klubu.
Po zakończeniu kariery Bello został trenerem - w 1948 roku jako trener doprowadził Independiente do tytułu mistrza Argentyny.